# 桐朋学園大学の人物一覧
桐朋学園大学の人物一覧（とうほうがくえんだいがくのじんぶついちらん）は、桐朋学園大学に関係する人物の一覧記事。

## 著名な教職員

### 教員
- 鍵盤楽器
  - 田中希代子
  - 野島稔
  - 若林顕
  - 有田千代子
  - 上尾直毅
  - 渡邊順生

- 弦楽器
  - 秋津智承
  - 加藤知子
  - 上村昇
  - 倉田澄子
  - 辰巳明子
  - 徳永二男
  - 松波恵子
  - 原田幸一郎
  - 堀正文

- 管楽器
  - 有田正広
  - 神谷敏
  - 田中正大
  - 田宮堅二
  - 本間正史
  - 芳賀史徳

- 打楽器
- マリンバ
  - 安倍圭子

- 作曲
  - 金子仁美
  - 権代敦彦
  - 夏田昌和
  - 新実徳英
  - 原田敬子
  - 増本伎共子
  - 宮川慎一郎
  - 三善晃
  - 安良岡章夫

- 指揮
  - 飯守泰次郎
  - 梅田俊明
  - 小澤征爾
  - 黒岩英臣
  - 田中信昭
  - 堤俊作
  - 沼尻竜典

- 声楽
  - 林美智子

## 卒業生

### 演奏家
- 鍵盤楽器
  - 有田千代子 - チェンバロ奏者
  - 井上直幸 - ピアニスト
  - 岩崎淑 - ピアニスト
  - 江戸京子 - ピアニスト、アリオン音楽財団理事長
  - 久保田千陽 - 作曲家、ピアニスト
  - 小林有沙 - ピアニスト
  - 野島稔 - ピアニスト
  - 中園理沙 - ピアニスト
  - 仲道郁代 - ピアニスト
  - 宮谷理香 - ピアニスト
  - 高橋多佳子 - ピアニスト
  - 佐藤美香 - ピアニスト
  - 関本昌平 - ピアニスト
  - 樋口あゆ子 - ピアニスト
  - 津山祐子 - 音楽療法士、シェナンドー大学音楽療法研究所アドヴァイザー、全米認定音楽療法士
  - 西村由紀江 - ピアニスト、作曲家
  - 羽田健太郎 - ピアニスト、作曲家
  - 中野振一郎 - チェンバロ奏者
  - 清塚信也 - ピアニスト
  - 山中千尋 - ピアニスト
  - Jumelles - ピアニスト(Piano Duo)
  - 妹尾武 - ピアニスト、作曲家
  - 桑田妙子 - ピアニスト
  - 田村まい - ピアニスト、作曲家、編曲家
  - はらかなこ - ピアニスト、作曲家

- 弦楽器
  - Ayasa - ヴァイオリニスト
  - 小栗まち絵 - ヴァイオリニスト
  - 加藤知子 - ヴァイオリニスト
  - 諏訪内晶子 - ヴァイオリニスト
  - 安永徹 - ヴァイオリニスト、ベルリン・フィルハーモニー管弦楽団第1コンサートマスター
  - 原田幸一郎 - ヴァイオリニスト
  - 徳永二男 - ヴァイオリニスト
  - 豊嶋泰嗣 - ヴァイオリニスト、ヴィオリスト
  - 西江辰郎 - ヴァイオリニスト、新日本フィルハーモニー交響楽団コンサートマスター
  - 藤原浜雄 - （中退）ヴァイオリニスト
  - 堀米ゆず子 - ヴァイオリニスト
  - 篠崎正嗣 - ヴァイオリニスト
  - 戸田弥生 - ヴァイオリニスト
  - 木野雅之 - ヴァイオリニスト、日本フィルハーモニー・コンサートマスター
  - 吉田恭子 - ヴァイオリニスト
  - 寺神戸亮 - ヴァイオリニスト、バロック・ヴァイオリン奏者
  - 安芸晶子 - ヴァイオリニスト
  - 皆川真里奈 - ヴァイオリニスト
  - 高嶋ちさ子 - ヴァイオリニスト
  - 崔文洙 - ヴァイオリニスト
  - 小森谷巧 - ヴァイオリニスト
  - 水谷川陽子 - ヴァイオリニスト
  - 田島高宏 - ヴァイオリニスト
  - 小林美樹 - ヴァイオリニスト
  - 岡田鉄平 - ヴァイオリニスト
  - 中村静香 - ヴァイオリニスト
  - 田澤明子 - ヴァイオリニスト
  - 田中直子 - ヴァイオリニスト
  - 若松夏美 - ヴァイオリニスト、バロック・ヴァイオリン奏者
  - 高田あずみ - ヴァイオリニスト、ヴィオリスト
  - 南紫音 - ヴァイオリニスト
  - 今井信子 - ヴィオリスト
  - 店村眞積 - ヴィオリスト、NHK交響楽団ソロ首席ヴィオラ奏者
  - 川崎雅夫 - ヴィオリスト
  - 岡部磨知 - ヴィオリスト
  - 川本嘉子 - ヴィオリスト
  - 清水直子 - ヴィオリスト、ベルリン・フィルハーモニー管弦楽団首席ヴィオラ奏者
  - 秋津智承 - チェリスト
  - 新倉瞳 - チェリスト
  - 長谷川陽子 - チェリスト
  - 長谷部一郎 - チェリスト
  - 藤原真理 - チェリスト
  - 堀了介 - チェリスト
  - 山崎伸子 - チェリスト
  - 上村文乃 - チェリスト
  - 友納真緒 - チェリスト
  - 堤俊作 - コントラバス奏者、指揮者
  - 池松宏 - コントラバス奏者、ニュージーランド交響楽団首席コントラバス奏者

- 管楽器
  - 有田正広 - フルート奏者
  - 工藤重典 - フルート奏者
  - 藤井隆太 - フルート奏者、株式会社龍角散代表取締役社長
  - 奥野由紀子 - フルート奏者
  - 田宮堅二 - トランペット奏者
  - 神谷敏 - トロンボーン奏者
  - 本間正史 - オーボエ奏者
  - 西野康博 - トランペット奏者

### 指揮者
- 小澤征爾 （短大卒：当時4年制大学未設立）
- 秋山和慶
- 井上道義
- 大友直人
- 尾高忠明
- 高関健
- 円光寺雅彦
- 沼尻竜典
- 北原幸男
- 金洪才
- 黒岩英臣
- 篠崎靖男
- 杉山洋一
- 堤俊作
- 川本統脩
- 野口剛夫
- 田中一嘉
- 十束尚宏
- 山下一史

### 作曲家
- 羽田健太郎
- 妹尾武
- 金子仁美
- 権代敦彦
- 鈴木輝昭
- 高橋悠治（短大中退）
- 田中カレン
- 原田敬子
- 東大路憲太
- 増本伎共子
- コーニッシュ
- 冷水ひとみ
- たかの舞俐
- 中川俊郎
- 宮川慎一郎

### 声楽家
- 木村俊光 - バリトン
- 中丸三千繪 - ソプラノ
- 小野弘晴 - テノール
- 豊田喜代美 - ソプラノ
- 二宮望実 - ソプラノ

### シンガーソングライター
- KOKIA - シンガーソングライター

### 芸能
- 古川あんず - 舞踏家
- 松下木聖 - 声優、演技講師
- 村山剛 - ミュージカル俳優、元バレエダンサー
- 林田尚親 - 声優、ナレーター
- 泰葉 - タレント、シンガーソングライター（三か月で中退）
- 弥生みつき - 声優、女優 ※短期大学部卒

### アナウンサー
- 吉田愛梨 - フリーアナウンサー、元NHK山形放送局契約キャスター、元とちぎテレビ
- 渡辺蘭 - フリーアナウンサー、気象予報士